# Мошанці
45°33′ пн. ш. 15°18′ сх. д. / 45.55° пн. ш. 15.30° сх. д.
Мошанці (хорв. Mošanci) — населений пункт у Хорватії, у Карловацькій жупанії у складі громади Жаканє.

## Населення
Населення за даними перепису 2011 року становило 35 осіб.
Динаміка чисельності населення поселення: